# Dér András (filmrendező)
Dér András (Budapest, 1954. január 13. –) Balázs Béla-díjas magyar filmrendező, operatőr.

## Életpályája
Szülei: Dér Bálint és Somogyi Klára. 1960–1968 között a Rökk Szilárd Általános Iskola diákja, 1968 és 1972 között a budapesti Piarista Gimnázium diákja volt.
1972 és 1974 között fényképész-iparitanuló. 1974 és 1976 között fényképészként dolgozott a Főfotónál. 1976 és 978 között katona. 1978 és 1980 között a Mafilm rendezőasszisztens-gyakornoka. 1980 és 1984 között a Színház- és Filmművészeti Főiskola film- és televízió operatőr szakán tanult. 1984-től a Mafilm operatőre. 1987 és 1989 között a Balázs Béla Stúdió vezetőségi tagja. 1988 óta a Fekete Doboz című videófolyóirat munkatársa. 1989 óta a Független Film- és Videószövetség főtitkára. 2000 óta a Pázmány Péter Katolikus Egyetem adjunktusa.
Dér András az SZFE Színház- és Filmintézet Film- és televízió operatőr szakán osztályvezető tanárként dolgozott.
2000 és 2003 között Pilisborosjenő Községvédő egyesületének tagja, valamint 2006-ig önkormányzati képviselője. 2003 óta a Faludi Ferenc Akadémia filmszemle zsűritagja. 2010-ben az Esztergomi Várszínház művészeti igazgatója.
1991-ben rendezte meg első színházi darabját. Azóta a Budapesti Kamaraszínház (1991), a Merlin Színház (1996, 1998), az egri Gárdonyi Géza Színház (1999, 2001, 2011-2012), az Esztergomi Várszínház (2000), a székesfehérvári Vörösmarty Színház (2004), a Komédium Színház (2005-2006), a Karinthy Színház (2009), a Pinceszínház (2009) és a kecskeméti Katona József Színház (2012) rendezője is volt.
2017-ben pályázott a szombathelyi Weöres Sándor Színház színházigazgatói posztjára.

## Magánélete
1985-ben házasságot kötött Dér Denisa színésznővel. Három gyermekük született: Asia (1985), Zsolt (1989) és Mária Franciska (1993).

## Színházi munkái
A Színházi adattárban regisztrált bemutatóinak száma: szerzőként: 1; színészként: 1; rendezőként: 21; díszlettervezőként: 5; jelmeztervezőként: 3.

### Szerzőként
- Imitáció (2006)
- Mindenkinek mindene - Apor Vilmos (2022)[6]

### Színészként
- Wedekind: A tavasz ébredése....Gábor úr

### Rendezőként
(d = díszlettervező; j = jelmeztervező)
- Fassbinder: A fehér méreg (1991)
- Claudel: Az angyali üdvözlet (1996, 2000)
- Claudel: A kezes (1998)
- Rose: Tizenkét dühös ember (1999) (d, j)
- Misima: Sade márkiné (2001) (d)
- William Shakespeare: Szentivánéji álom (2001)
- Nicholson: Árnyország (2001)
- Gelman: Pad (2003, 2005)
- Miller: A salemi boszorkányok (2004)
- Zahradnik: Azyl (2004)
- Dér: Imitáció (2006) (d)
- Visky András: Júlia (2007)
- Győrei-Schlachtovszky: Drakula vajda, Mátyás királynak rabja (2009) (d, j)
- Egressy Zoltán: Sóska, sültkrumpli (2011) (d, j)
- Kaffka Margit: Hangyaboly (2012)
- Nicholson: Árnyország (2014)
- Sulaj: A kutyusról és a cicáról (2015)
- Cocteau: Szent szörnyetegek (2017)
- Krupova: Társkereső (2017)
- Sütő: Advent a Hargitán (2018)
- Gershe: A pillangók szabadok (2019)
- Dér: Mindenkinek mindene – Apor Vilmos (2022)
- Allen: Játszd újra, Sam (2022)

## Filmjei
| - Robert és Robert (1982) - Vakond (1987) - Szépleányok (Hartai Lászlóval, 1987) (filmrendező is) - Dunaszaurusz (1988) - Aszex (1990) - Szibériai nyár (1990) (filmrendező is) - Árnyékszázad (1993) (filmrendező, forgatókönyvíró és filmproduceris) - Itt a földön is (1994) - Ultrareneszánsz (1995) (filmrendező is) - A gyufaember - Az én Kurtágom (1996) - Vilma néni Budapestje (1997) (filmrendező is) - Ki nekem Jézus Krisztus? (1997) (filmrendező is) - Pályatársak Szőts Istvánról (1997) (filmrendező is) - Virrasztás (1997) - '68 (1998) - Az Úr érkezése (1998) (filmrendező is) - Kispapok '56-ban (1998) - Magyar Dezső - Dezső Magyar (1999) (filmrendező is) - Tolnai-dalok (1999) (filmrendező is) - Ágh István: Gellérthegyi pillanatok (2002) - Költői percek (2002) - Vasadi Péter (2002) - A szúnak a fába' kell maradnia (2003) (filmrendező is) - Magyar elsők (2003) - Kabaré Dublinban (2004) - Hét főbűn (2006) (filmrendező is) - A hét főbűn (Bűnök ezek?) (2007) (filmrendező is) - A szabadság bolond körei (2018) (filmrendező is) | - Száll a 424-es (1981) - Harcunkat megharcoltuk (1990) - Fehér méreg (1991) - Parasztrondó (1994) - Kényszerleszállás (1998) - Az utolsó föld (1998) - Keresztút - Fülöp Viktor (1998) - A nagy hazudozók (2000) - Kanyaron túl (2002) (forgatókönyvíró is) - Isten szolgája: Sándor István szalézi vértanú (2013) (forgatókönyvíró is) - Antall József portréfilm I. rész (Az ismeretlen Antall József) (2016) (forgatókönyvíró is) - Antall József portréfilm II. rész (Alámerülés és kibekkelés) (2017) forgatókönyvíró is - Antall József portréfilm III. rész (Antall József 1365 napja) (2018) (forgatókönyvíró is) - A szabadság bolond körei (dokumentumfilm) (2018) - A Rubens lány (2019) (forgatókönyvíró is) |

## Díjai
- Rendezői díj (1987, 2007)
- Fipresci-díj (1989)
- Balázs Béla-díj (1999)[1]
- Ökumenikus filmszemle alkotói fődíja (1999)[1]
- Ezüst Toll-díj (2002)[3]
- Sík Ferenc-díj (2022)[8]